# Тауріель

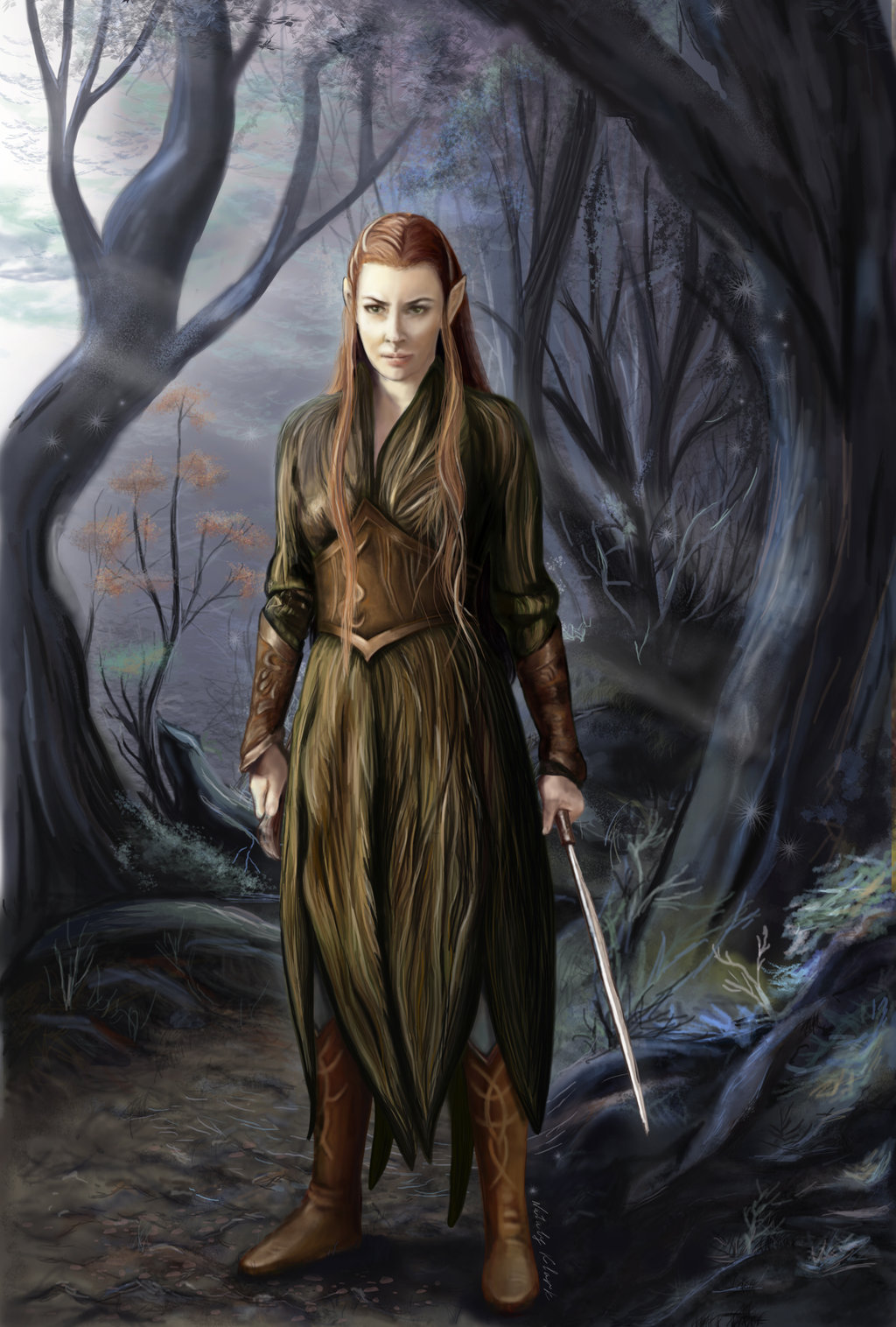
Художнє зображення Тауріель

Тауріель — вигаданий персонаж з художньої екранізації Пітера Джексона «Хоббіта» Дж.Р.Р.Толкіна. Персонаж не з'являється в оригінальному романі, але був створений Пітером Джексоном, Філіппою Боєнс і Френ Волш як розширення матеріалу, адаптованого з роману. Вона з’являється у другому та третьому фільмах цієї трилогії «Хоббіт: Пустка Смога» та «Хоббіт: Битва п'яти воїнств».
Тауріель — лісова ельфійка, чиє ім'я перекладається як «донька лісу», що очолює варту ельфів Темнолісся. Її грає канадська актриса Еванджелін Ліллі, яка була номінована на кілька нагород за свою гру у фільмі «Пустка Смога», а деякі каскадерські трюки виконала австралійська каскадерка Інгрід Клейніг. Зі слів Еванджелін Ліллі, Тауріель є конформісткою, вона дещо безрозсудна та абсолютно безжальна, тож не вагається вбивати, і через свою відносну молодість серед ельфів вона зухвала та імпульсивна, їй всього лиш 600 років, тож вона просто дитина.